# Rostki Skomackie
Rostki Skomackie (deutsch Rostken) ist ein Dorf in der polnischen Woiwodschaft Ermland-Masuren und gehört zur Gmina Orzysz (Stadt- und Landgemeinde Arys) im Powiat Piski (Kreis Johannisburg).

## Geographische Lage
Rostki Skomackie liegt am westlichen Ufer des Rostker Sees (polnisch Jezioro Rostki) in der östlichen Woiwodschaft Ermland-Masuren, 19 Kilometer westlich der einstigen Kreisstadt Lyck (polnisch Ełk) und 25 Kilometer nordöstlich der jetzigen Kreismetropole Pisz (deutsch Johannisburg).

## Geschichte
Gegründet wurde Rostken, Kirchspiel Klaussen im Jahre 1483. Ab 1874 war es Teil des Amtsbezirks Skomatzko (polnisch Skomack Wielki), der – 1938 umbenannt in „Amtsbezirk Dippelsee“ – bis 1945 bestand und zum Kreis Lyck im Regierungsbezirk Gumbinnen (ab 1905: Regierungsbezirk Allenstein) in der preußischen Provinz Ostpreußen gehörte.
260 Einwohner waren im Jahre 1910 in Rostken registriert. Ihre Zahl stieg bis 1933 auf 270 und verringerte sich bis 1939 auf 248.
Aufgrund der Bestimmungen des Versailler Vertrags stimmte die Bevölkerung im Abstimmungsgebiet Allenstein, zu dem Rostken gehörte, am 11. Juli 1920 über die weitere staatliche Zugehörigkeit zu Ostpreußen (und damit zu Deutschland) oder den Anschluss an Polen ab. In Rostken stimmten 300 Einwohner für den Verbleib bei Ostpreußen, auf Polen entfielen keine Stimmen.
Mit dem gesamten südlichen Ostpreußen kam Rostken 1945 in Kriegsfolge zu Polen und erhielt die polnische Namensform „Rostki Skomackie“. Heute ist der Ort Sitz eines Schulzenamtes (polnisch Sołectwo) und somit eine Ortschaft im Verbund der Stadt- und Landgemeinde Orzysz (Arys) im Powiat Piski (Kreis Johannisburg), bis 1998 der Woiwodschaft Suwałki, seither der Woiwodschaft Ermland-Masuren zugehörig.

## Kirche
Wie der Namenszusatz anzeigt, war Rostken bis 1945 in das evangelische Kirchspiel Klaussen in der Kirchenprovinz Ostpreußen der Kirche der Altpreußischen Union eingegliedert. Außerdem gehörte es zur römisch-katholischen Kirche in Lyck (polnisch Ełk) im Bistum Ermland.
Heute ist Rostki Skomackie in die Pfarrei Klusy im Bistum Ełk der Römisch-katholischen Kirche in Polen eingepfarrt. Die evangelischen Einwohner halten sich zur Kirchengemeinde in der Stadt Ełk, einer Filialgemeinde der Pfarrei Pisz (Johannisburg) in der Diözese Masuren der Evangelisch-Augsburgischen Kirche in Polen.

## Verkehr
Rostki Skomackie liegt nur wenige Kilometer nördlich der polnischen Landesstraße 16 (frühere deutsche Reichsstraße 127) und ist über eine Stichstraße zu erreichen. Eine Bahnanbindung besteht nicht.